# Clouange
Clouange település Franciaországban, Moselle megyében. Lakosainak száma 3591 fő (2022. január 1.). Clouange Rombas, Rosselange és Vitry-sur-Orne községekkel határos.

## Népesség
A település népességének változása:
| Lakosok száma | 4678 | 4321 | 3713 | 3846 | 3798 | 3708 | 3495 | 3374 | 3369 | 3591 |
|               | 1968 | 1982 | 1990 | 2006 | 2013 | 2015 | 2017 | 2019 | 2020 | 2022 |